# In cerca di vendetta
In cerca di vendetta (3인칭 복수?, 3inching boksuLR; lett. "Vendetta di una terza persona") è una serie televisiva sudcoreana distribuita su  Disney+ dal 9 novembre al 14 dicembre 2022.

## Trama
Quando il fratello gemello muore, Ok Chan-mi si rifiuta di credere che si sia trattato di un suicidio come sostenuto dalla polizia che si è occupata del caso. Decisa a trovare l'assassino, si trasferisce nella stessa scuola del fratello, dove incontra Ji Soo-heon, un altro ragazzo in cerca di giustizia.

## Personaggi e interpreti
- Ok Chan-mi, interpretata da Shin Ye-eun.
- Ji Soo-heon, interpretato da Park Solomon.